# Admir Bilibani
Admir Bilibani (* 17. November 1979) ist ein Schweizer ehemaliger Fussballspieler.
Admir Bilibani begann seine Karriere bei FC Lausanne-Sport. Ab der Saison 2005/06 spielte er als linker Aussenverteidiger beim FC Aarau in der Super League, erhielt aber Ende 2006/07 keinen neuen Vertrag. Nach diversen Vereinen, spielte er seine letzte Saison 2015/2016 beim FC Dardania Lausanne.